# Diemerswil
Diemerswil est une ancienne commune et une localité de la commune de Münchenbuchsee, située dans le Arrondissements administratifs bernois de Berne-Mittelland, en Suisse.
Depuis le 1er janvier 2023, la commune a rejoint celle de Münchenbuchsee.